# Yakumo (Hokkaidō)
Yakumo (八雲町?) è una cittadina giapponese della prefettura di Hokkaidō.